# USS Hank (DD-702)
O USS Hank (DD-702) foi um contratorpedeiro norte-americano que serviu durante a Segunda Guerra Mundial.

## Comandantes
| Comandante                   | Data                        |
| ---------------------------- | --------------------------- |
| Cdr. George Michael Chambers | 28 de Agosto de 1944 - 1945 |